# Jüdischer Friedhof (Malchow)

Der jüdische Friedhof in Malchow – 1880 (kleines Viereck zwischen Scheunenviertel und Kirchhof)

Der Jüdische Friedhof Malchow in Malchow im Landkreis Mecklenburgische Seenplatte in Mecklenburg-Vorpommern ist ein geschütztes Baudenkmal.

## Beschreibung
Der Friedhof befindet sich am westlichen Stadtrand, unmittelbar östlich neben dem städtischen Friedhof beim Gebäude der Friedhofsverwaltung. Auf dem einst ca. 600 m² großen Gelände sind heute lediglich noch die Grabsteine für Hermann und Friederike Schlomann aufgestellt. An der südlichen Friedhofsmauer sind zwei weitere Grabsteine mit Inschriften in hebräischer Schrift angelehnt.
Jüdische Friedhöfe wurden in den amtlichen Karten als Begräbnisplatz bezeichnet und mit einem L statt einem † signiert. Meistens wurden sie weiter außerhalb der Städte oder Gemeinden angelegt, überwiegend an den Scheunenvierteln oder ähnlichen abgelegenen Orten. So auch hier in Malchow, wo der jüdische Friedhof zwischen dem Scheunenviertel der Stadt und dem städtischen Friedhof angelegt wurde.

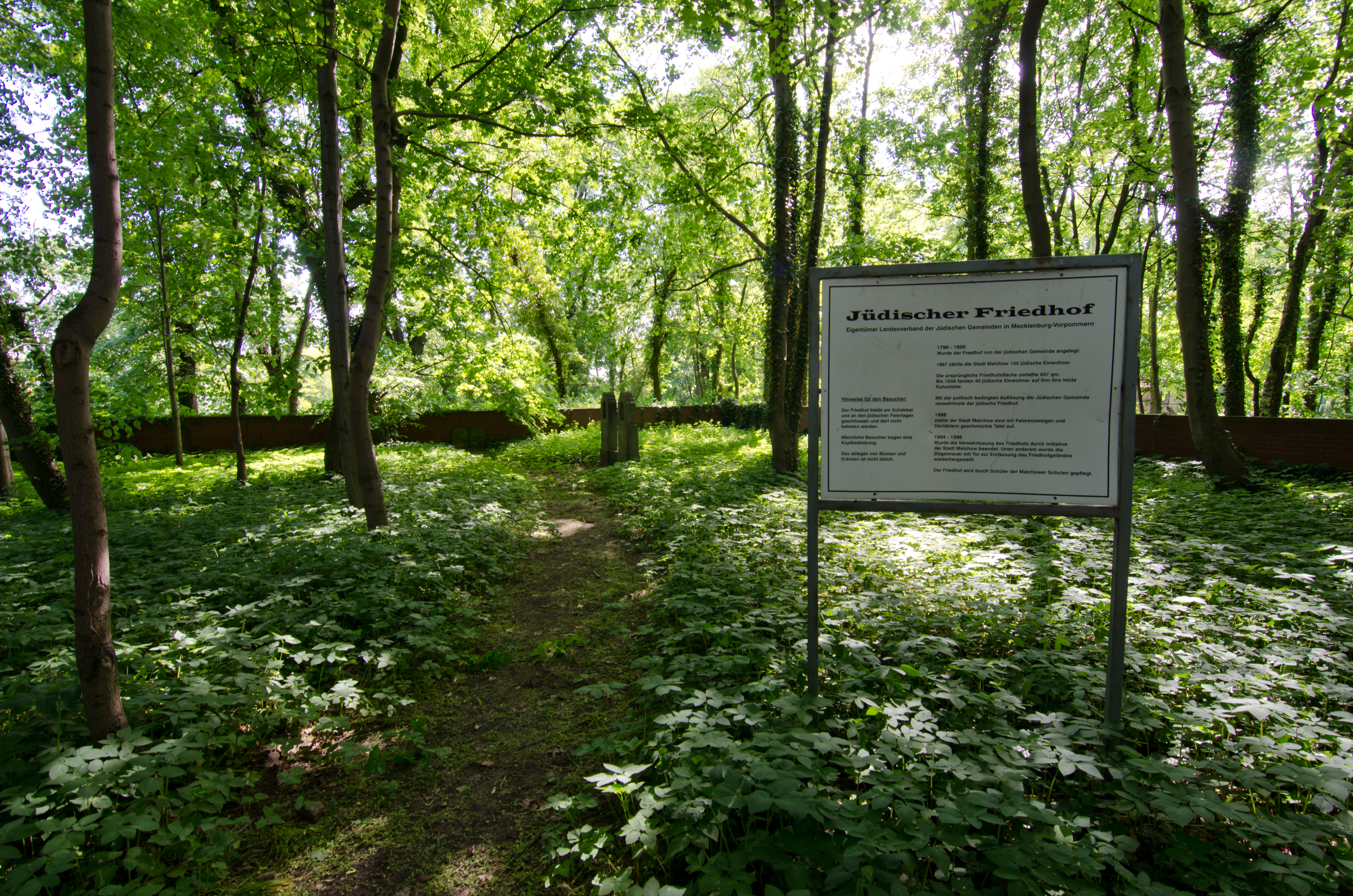
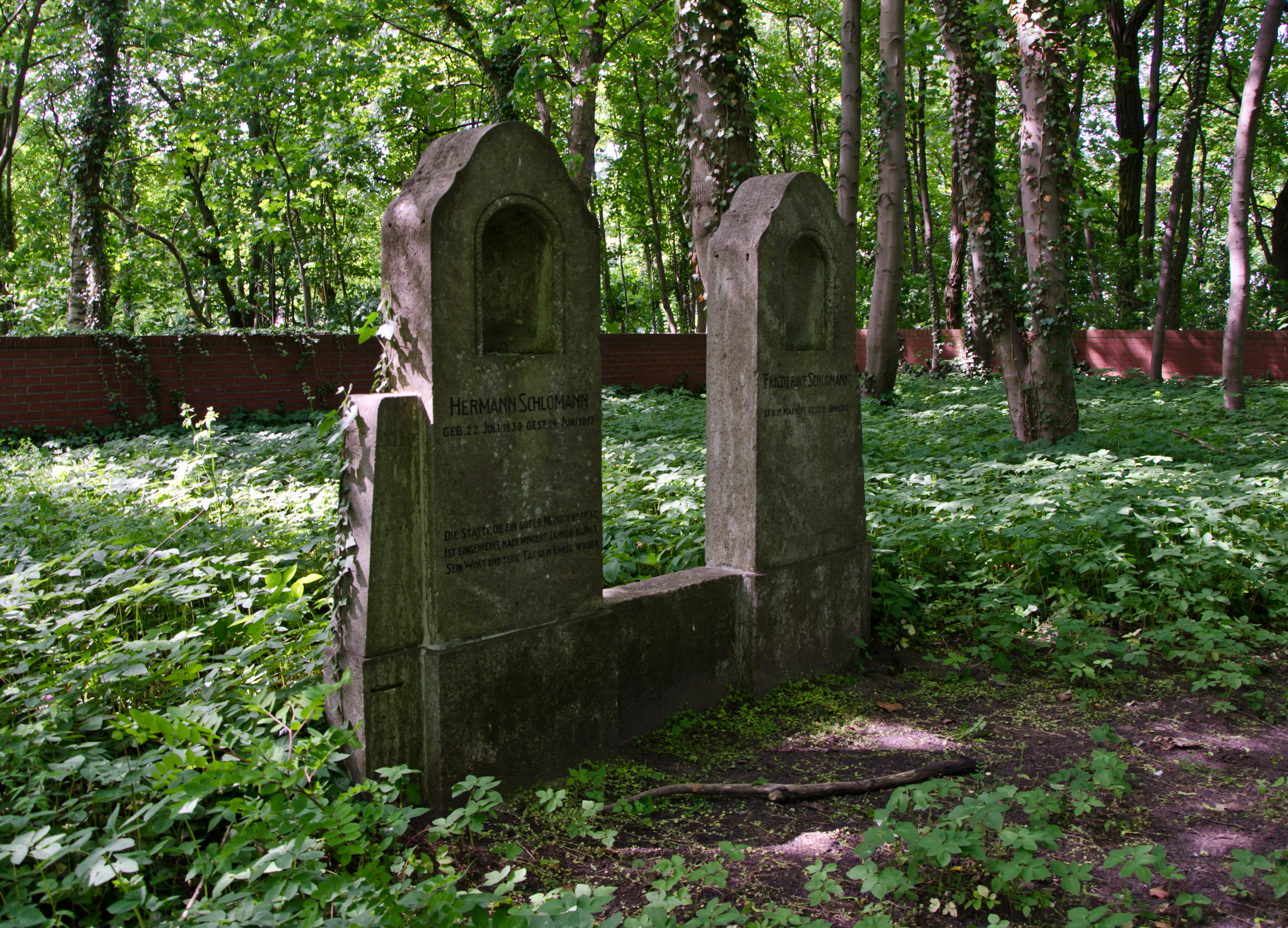
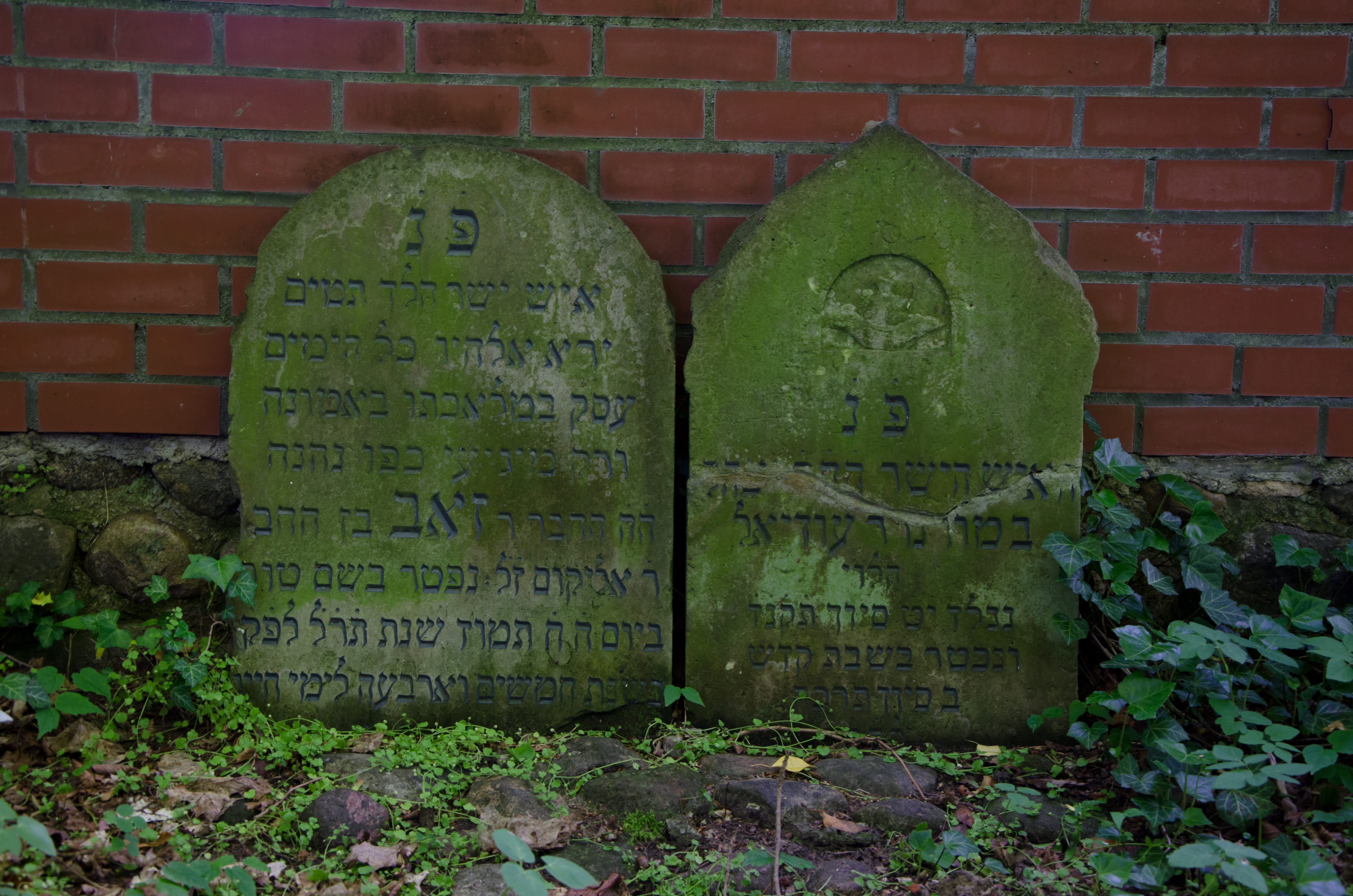

## Geschichte
Der jüdische Friedhof in Malchow wurde vermutlich um 1790/1800 angelegt. Genauere Angaben lassen sich aus den bisher ausgewerteten Quellen nicht machen. Der Zeitraum wird aber wie in den meisten anderen Städten Mecklenburgs nur wenig nach der Ansiedlung der ersten Schutzjuden in den 1750er Jahren angelegt worden sein. 1810 gründeten einige Mitglieder der israelitischen Gemeinde einen Bestattungsverein (Chewra Kadischa). Im Grundbuch der Stadt war der Friedhof als Eigentum der jüdischen Gemeinde eingetragen unter dem Grundbuchblatt 2921 (Bestattungsplatz 606 m²) und unter Grundbuchblatt 6922 die nicht mehr bestehende Leichenhalle mit 21 m².
Zwischen dem 7. und 9. April 1920, in einer Zeit des zunehmenden Antisemitismus, kam es zu einer ersten schweren Grabschändung, es wurden acht Grabsteine umgeworfen und beschädigt. Trotz einer ausgeschriebenen Belohnung, konnten die Täter nicht ermittelt werden. In der NS-Zeit erfolgte die erneute Schändung des Friedhofes. Zum Zeitpunkt des Kaufvertrages vom 28. September 1944 zwischen dem Großdeutschen Reich und der Stadt Malchow – die jüdische Landesgemeinde war als Besitzer bereits enteignet worden – waren noch zahlreiche Grabmale erhalten, wenn auch zumeist umgestürzt und teils erheblich beschädigt. Die Leichenhalle war damals bereits zerstört. Mit verkauft wurden die noch vorhandenen Grabdenkmäler bzw. Grabsteine, die Einfriedungsmauer und die auf dem Friedhof befindliche alte, inzwischen unbrauchbar gewordene Pumpe. Die Stadt Malchow hatte dem Reich 550 RM zu bezahlen (Grundstücke mit Mauer und Pumpe 50 RM, Grabdenkmäler bzw. Grabsteine 500 RM). Nach dem damaligen Bericht waren die Grabdenkmäler bzw. Grabsteine „zum Teil abgebrochen und umgestürzt“, „vielfach von Unkraut und altem Laub überwuchert, auch werden verschiedene Denkmäler beschädigt sein … Der Kirchhof liegt verwildert da“. Ob bereits in dieser Zeit oder erst nach Kriegsende die Beräumung erfolgte, bleibt bisher unbekannt.
Bis Ende der 1980er Jahre waren noch einige Grabsteine und Grabsteinfragmente erhalten. 1988 stellte die Stadt eine mit Palmenzweigen und Davidstern geschmückte Tafel auf.
Das völlig verwahrloste Gelände wurde hergerichtet. Nach einem Bericht von 1993 wurden keine Grabsteine mehr vorgefunden. Nach erneuter Verwahrlosung erfolgte 1994/96 eine erneute umfassende Instandsetzung, die Umfassungsmauer repariert und offensichtlich auch das Grabmal Schlomann wieder aufgestellt. Schüler von Malchower Schulen pflegen den Friedhof.
Auf dem Friedhof wurden nach der Übersicht von Karl-Heinz Oelke (s.Lit.) auf Grund einer Auswertung der Sterbeanzeigen in den Malchower Nachrichten bzw. dem Malchower Tageblatt zwischen 1891 und 1929 (für zuvor und danach liegen keine Angaben vor!) folgende Personen beigesetzt: Elias Moses Löwenthal (1825-ca. 1886), Eli Jacobson (1860–1880), Clara Jacobson (1882–1883), Anna Jacobson (1884–1885), S.S. Jacobson (1806–1891), M. Philippson (1809–1892), Nathan Schlomann (1808–1895), August Schlomann (1873–1898), Sara Pincus (?–1898), Moritz Jacobson (1848–1899), Eva Meyer geb. Heynßen (1821–1899), Marianne Schlomann (1805–1900), Julius Löwenthal (1852–1900), S. M. Jacobson (1820–1903), L.M. Levy (1821–1903), Hermann Levy (1859–1905), Jonas Ascher (? – 1906), Sophie Schlomann geb. Seligson (1851–1906), Max Löwenthal (1856–1907), Helene Löwenthal (1825–1908), Felix Schlomann (1876–1908), Marianne Jacobson (1820–1908), Emilie Ascher geb. Kohl (1849–1909), Isaak Louis (1831–1911), Friederike Schlomann geb. Philippson (1843–1912), Hermann Schlomann (1840–1913), Henriette Levy (1830–1914), Emmi Löwenthal (? – 1915), Louis D. Levy (1833–1915), Eva Löwenthal (? – 1916), Friederike Schlomann (1850–1923), Selma Koppel geb. Levy (? – 1923), Philippine Levy (? – 1924), Hermann Löwenthal (? – 1923), Sophie Louis (1841–1926), Semmy Schlomann (1854–1927), Rebecke Levy (1837–1927), Betty Schlomann (? – 1928), Isidor Jacobson (? – ca. 1936/38)
Eigentümer des Jüdischen Friedhofs Malchow ist der Landesverband der Jüdischen Gemeinden in Mecklenburg-Vorpommern.